# Émilie Andéol
Émilie Andéoln (Bordeaux, 30 oktober 1987) is een Frans judoka. 
Andéoln won in 2014 de Europese titel. Een jaar later prolongeerde Andéoln haar titel tijdens de Europese Spelen 2015. Andéoln behaalde haar grootste succes door het van de gouden medaille tijdens de Olympische Zomerspelen 2016 door in de finale de Cubaanse titelverdedigster Idalys Ortíz te verslaan.

## Resultaten
- Europese kampioenschappen judo 2013 in Boedapest  in het zwaargewicht
- Wereldkampioenschappen judo 2013 in Rio de Janeiro 5e in het zwaargewicht
- Europese kampioenschappen judo 2014 in Montpellier  in het zwaargewicht
- Wereldkampioenschappen judo 2014 in Tsjeljabinsk  in het zwaargewicht
- Europese Spelen 2015 in Bakoe  in het zwaargewicht
- Europese kampioenschappen judo 2016 in Kazan 7e in het zwaargewicht
- Olympische Zomerspelen 2016 in Rio de Janeiro  in het zwaargewicht
- Wereldkampioenschappen judo 2017 in Boedapest 7e in het zwaargewicht

1992: Zhuang Xiaoyan ·
1996: Sun Fuming ·
2000: Yuan Hua ·
2004: Maki Tsukada ·
2008: Tong Wen · 
2012: Idalys Ortíz · 
2016: Émilie Andéol · 
2020: Akira Sone · 
2024: Beatriz Souza